# Chatham Dockyard
Chatham Dockyard war ein von 1586 bis 1984 genutzter Schiffbauplatz. Seit dem Jahr 2012 findet sich das Gebiet auf der sogenannten Tentativliste der UNESCO.

## Geschichte
Chatham Dockyard lag am Fluss Medway in Chatham, Kent. Die Schiffbautätigkeit lässt sich bis in die Zeit der Reformation zurückverfolgen, in der zusätzliche Schiffe benötigt wurden. Der Ursprung lag auf einem 324.000 m² großen, heute als Chatham Historic Dockyard bekannten Gebiet.

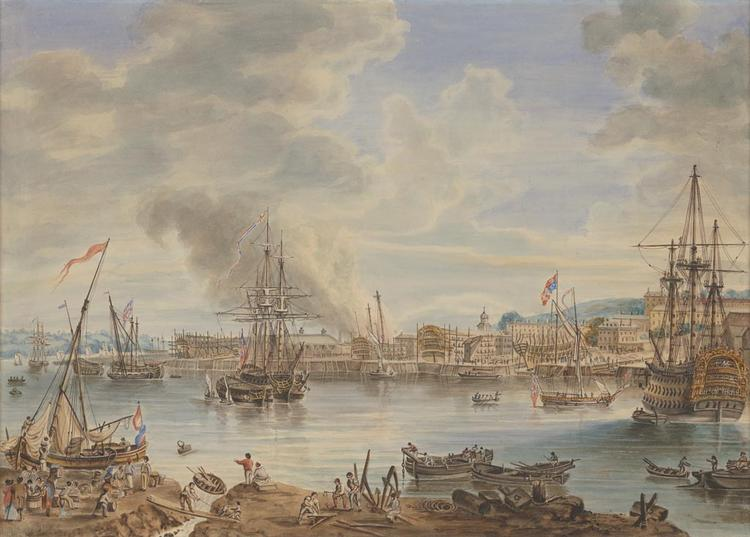

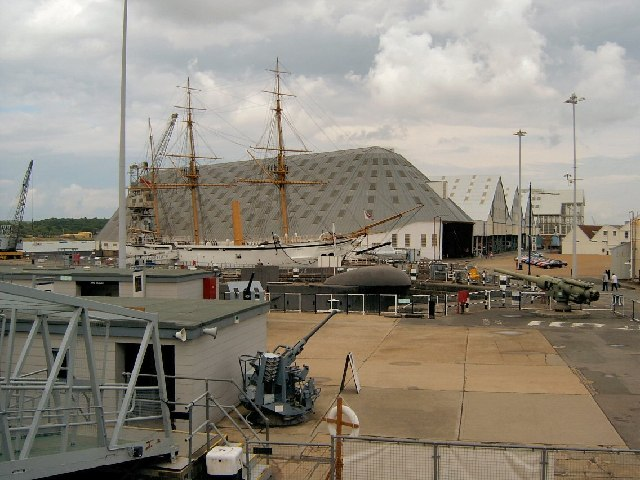
Blick auf das Chatham Historic Dockyard

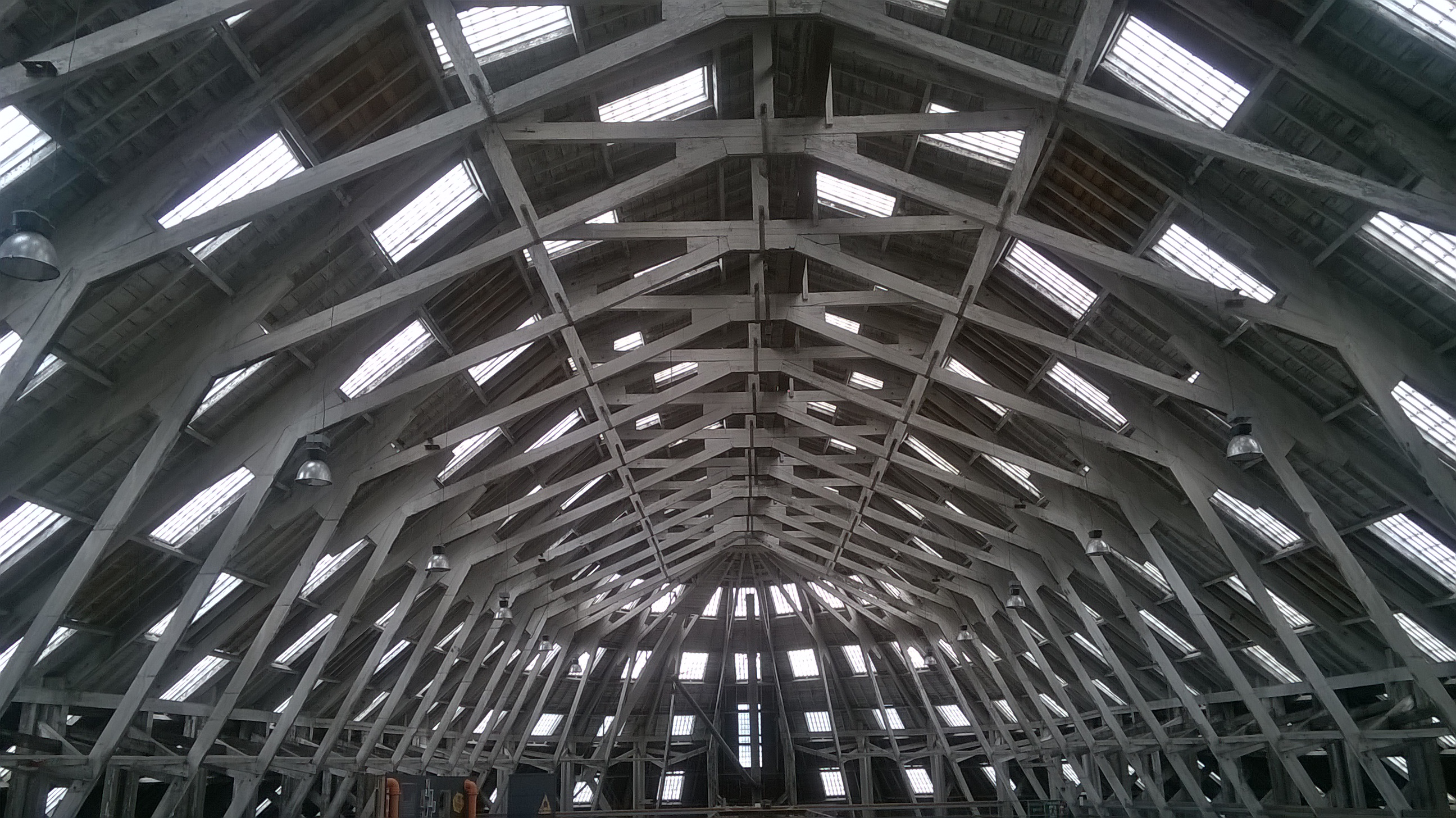
Chatham Historic Dockyard Dachkonstruktion

Für die Zeit von 1619/20 ist ein Ausbau mit zwei neuen Mastbecken, einem Trockendock, Lagerhäusern sowie Kalköfen und Ziegelei nachgewiesen. Der erneute Ausbruch des Kriegs mit Spanien führte ab dem Jahr 1710 zu einem weiteren Ausbau.
Um 1770 umfasste die Anlage bei einer Ausdehnung von etwa 1,6 km eine Fläche von 384.000 m². Es standen vier Hellinge und vier große Trockendocks zur Verfügung.
Die Zahl der Beschäftigten stieg bis 1798 auf 1664, darunter 49 Offiziere und Buchhalter sowie 624 Schiffbauer und 274 Seiler. Des Weiteren waren Blockmacher, Kalfaterer, Schmiede, Zimmerer, Rigger und Segelmacher sowie andere Schiffbauberufe vertreten.
In den 1860er Jahren wurde die Werft weitgehend modernisiert, um die HMS Achilles, das erste Ironclad-Kriegsschiff zu bauen, das in einer königlichen Werft entstand. Bis in die 1900er Jahre wurden weitere Schlachtschiffe gebaut, danach konzentrierte man sich in Chatham auf den Bau von U-Booten, von denen 56 Stück in den Jahren von 1908 bis 1966 gebaut wurden. Danach wurden auf der Werft Atom-U-Boote überholt.

Nachdem 1983 die Modernisierung des letzten Schiffs im Chatham Dockyard, der HMS Hermione, fertiggestellt war, beendete man den Schiffbau 1984. Lediglich die Reparatur von Küstenmotorschiffen wurde von der Crescent Marine Services bis 1994 fortgeführt.

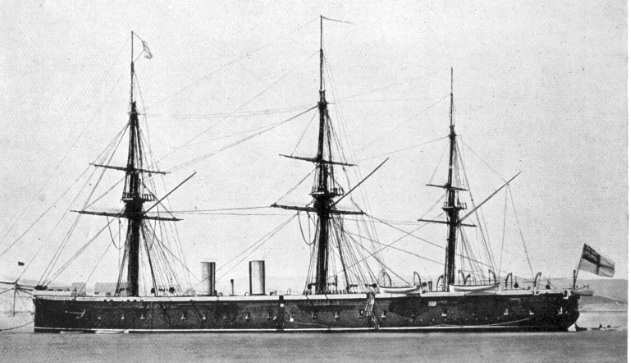
Die HMS Achilles

Chatham Dockyard hatte zuletzt eine Fläche von 1,6 km². Nach der Schließung wurde das Areal in drei Teile aufgespalten. Das östlichste Hafenbecken wurde von der Medway Ports Authority übernommen und ist jetzt ein Handelshafen. Ein weiterer Teil wurde zu einem gemischten Wohn-, Erholungs- und Wirtschaftsgebiet umgebaut. Das 324.000 m² umfassende Kerngebiet aus dem 18. Jahrhundert wurde dem gemeinnützigen Chatham Historic Dockyard Trust übertragen und ist heute als Museum eine Besucherattraktion.

## Verwaltung

### Resident Commissioners
- 1631–1647 Phineas Pett
- 1648–1668 Peter Pett
- 1669–1672 John Cox
- 1672–1686 Thomas Middleton
- 1686–1689 Phineas Pett
- 1689–1703 Sir Edward Gregory
- 1703–1714 George St. Lo
- 1714–1722 James Lyttleton
- 1722–1736 Thomas Kempthorne
- 1736–1742 Thomas Mathews
- 1742–1754 Charles Brown
- 1754–1755 Arthur Scott
- 1755–1763 Thomas Cooper
- 1763–1771 Thomas Hanway
- 1771–1799 Charles Proby
- 1799–1801 John Hartwell
- 1801–1808 Charles Hope
- 1808–1823 Robert Barlow
- 1823–1829 Charles Cunningham
- 1829–1830 John Mason
- 1830–1832 Charles Bullen

Im Jahr 1832 wurde das Navy Board abgeschafft, und alle Bereiche mit Ausnahme des Board of Ordnance wurden der direkten Kontrolle der Admiralität unterstellt. Ein Offizier der Royal Navy, in der Regel im Rang eines Konteradmirals, wurde zum Admiral-Superintendent der Werft ernannt; manchmal wurde der Posten jedoch auch von einem Commodore-Superintendent oder sogar einem Vizeadmiral bekleidet. Sie waren für alle zivilen Unterstützungsdienste der Werftabteilungen zuständig.

### Admiral/Captain superintendents
- Kapitän Sir James A. Gordon, Juli 1832 – 10. Januar 1837
- Kapitän Sir Thomas Bourchier, 20. September 1846 – 5. Mai 1849
- Kapitän Peter Richards, 5. Mai 1849 – 14. Juni 1854
- Kapitän Christopher Wyvill, 14. Juni 1854 – 1. April 1861
- Hauptmann Edward G. Fanshawe, 1. April 1861 – 9. November 1863,
- Hauptmann William Houston Stewart, 19. November 1863 bis 30. November 1868
- Hauptmann William Charles Chamberlain, 30. November 1868 – 19. Januar 1874
- Hauptmann Charles Fellowes, 19. Januar 1874 – 1876
- Konteradmiral Thomas Brandreth, 1. Februar 1879 – 1. Dezember 1881
- Konteradmiral George W. Watson, 1. Dezember 1881 – April 1886
- Konteradmiral William Codrington, April 1886 – 1. November 1887
- Konteradmiral Edward Kelly, 1. November 1887 – Dezember 1890
- Vizeadmiral George D. Morant, 25. Januar 1892
- Konteradmiral Hilary G. Andoe, 2. September 1895
- Konteradmiral Swinton Colthurst Holland, 2. September 1899 – 2. September 1902
- Vizeadmiral Robert William Craigie, 2. September 1902 – 2. September 1905
- Konteradmiral Alvin C. Corry, 2. September 1905
- Vizeadmiral George A. Giffard, 5. Februar 1907 – 9. August 1909
- Konteradmiral Robert N. Ommanney, 9. August 1909 – 9. August 1912
- Konteradmiral Charles E. Anson, 9. August 1912 – 9. August 1915
- Kapitän Harry Jones, 16. August 1913 – 15. September 1913
- Vizeadmiral Arthur D. Ricardo, 9. August 1915 – 1. Mai 1919
- Konteradmiral Sir William E. Goodenough, 1. Mai 1919 – 26. Mai 1920
- Konteradmiral Lewis Clinton-Baker, 26. Mai 1920
- Konteradmiral Edward B. Kiddle, 28. September 1921 – 1. Dezember 1923
- Konteradmiral Percy M. R. Royds, 1. Dezember 1923
- Konteradmiral Charles P. Beaty-Pownall, 7. Dezember 1925 – 7. Dezember 1927
- Konteradmiral Anselan J. B. Stirling, 7. Dezember 1927
- Vizeadmiral Charles W. Round-Turner, Oktober 1931 – Oktober 1935
- Vizeadmiral Sir Clinton F. S. Danby, 1. Oktober 1935 – 15. Oktober 1942
- Vizeadmiral John G. Crace, 15. Oktober 1942 – Juli 1946
- Konteradmiral A.L. Poland, 5. September 1950 – Mai 1951
- Konteradmiral George V.M. Dolphin: Oktober 1954 – Oktober 1958
- Konteradmiral John Y. Thompson: Oktober 1958 – Februar 1961

## Master Shipwright
- 1572 – 1613 Matthew Baker
- 1584 – 1589 Peter Pett
- 1605 – 1629 Phineus Pett
- 1613 – 1626 Edward Stevens
- 1626 – 1647 Henry Goddard
- 1629 – 1638 Edward Boate
- 1647 – 1651 John Bright
- 1651 – 1660 John Taylor
- 1681 – 1698 Robert Lee
- 1698 – 1699 Daniel Furzer
- 1698 – ? J Batt
- 1699 – ? Robert Shortis
- 1705 – 1732 Benjamin Rosewell
- 1732 – 1752 John Ward
- 1752 – 1753 Thomas Slade
- 1753 – 1755 Adam Hayes
- 1755 – 1762 John Lock
- 1762 – 1767 Edward Allin
- 1767 – 1773 Joseph Harris
- 1773 – 1775 William Gray
- 1775 – 1779 Israel Pownoll
- 1779 – 1790 Nicholas Phillips
- 1790 – ? John Nelson
- 1793 – 1795 Thomas Pollard
- 1804 – 1813 Robert Seppings
- 1813 – 1829 George Parkin
- 1830 – 1839 William Stone